# Fotbalová reprezentace Jižního Jemenu
Fotbalová reprezentace Jižního Jemenu existovala v letech 1965 až 1990.

## Panarabské hry
Jihojemenská reprezentace debutovala na Panarabských hrách v Káhiře roku 1965. Prohrála s Egyptem 0:14, se Súdánem 0:9, s Palestinou 0:1 a Libanonem 3:4.

## Mistrovství Asie
Zúčastnila se mistrovství Asie ve fotbale 1976, když se kvalifikovala díky odstoupení soupeřů. V základní skupině prohrála s Íránem 0:8 a s Irákem 0:1.

## Mistrovství světa
Přihlásila se na mistrovství světa ve fotbale 1986, v kvalifikaci byla vyřazena Bahrajnem po výsledcích 1:4 doma a 3:3 venku.

## Pohár míru a přátelství
V roce 1989 se zúčastnila Poháru míru a přátelství, konaného v Kuvajtu. Ve skupině prohrála s Íránem 0:2, s Irákem 2:6 a porazila Guineu 1:0.

## Zánik
Po sjednocení Jemenu v květnu 1990 byla vytvořena společná Jemenská fotbalová reprezentace.